# La reginetta delle rose
La reginetta delle rose è un film muto del 1915 diretto da Giovacchino Forzano e da Gino Rossetti. Secondo altre fonti, il film è diretto da Caramba.
Versione cinematografica del lavoro teatrale dello stesso Forzano. Fu il primo e unico film girato dai tre protagonisti, Ester Soarez, Luigi Hornac e il basso Ruggero Galli. Secondo film, invece, per l'attore di teatro leggero Nuto Navarrini.

## Trama
Il principe ereditario di un regno centro-europeo si trova a Londra in incognito. Qui conosce - e si innamora - di una bella fioraia che, essendo costretto a partire, convince a raggiungerlo nel suo paese. Quando la ragazza arriva però, pensa di essere stata ingannata scoprendo la vera identità del suo corteggiatore. Il principe dovrebbe, per ragioni politiche - ed economiche - sposare una ricca principessa. Ma, innamorato della fioraia, minaccia di abdicare e di unirsi ai rivoluzionari. Alla fine, proclamato re, firmerà la costituzione e potrà sposare la sua innamorata.

## Produzione
La pellicola fu prodotta nel 1914 dalla Musical-Films, una casa di produzione che, nei suoi anni di attività - dal 1914 al 1917 -  produsse 12 film..

## Distribuzione
Il film uscì nelle sale cinematografiche italiane nel gennaio 1915. Venne distribuito anche negli USA, uscendo in sala nel luglio 1916 con il titolo Queen of the Roses. Il film viene considerato perduto; ne esistono dei frammenti, positivo e negativo, di 20 metri, conservati negli archivi della Cineteca Nazionale.

### Date di uscita
IMDb
- Italia	gennaio 1915
- USA	luglio 1916

Alias
- Die Rosenkönigin	Austria
- Queen of the Roses	USA